# Terre di Casole
Mit dem Namen Terre di Casole DOC werden italienische Rot- und Weißweine aus Casole d’Elsa in der Provinz Siena (Toskana) bezeichnet. Die Weine besitzen seit dem Jahr 2007 eine „kontrollierte Herkunftsbezeichnung“ (Denominazione di origine controllata – DOC), die zuletzt am 7. März 2014 aktualisiert wurde.

## Anbau
Anbau und Vinifikation dieser Weine sind nur in der Gemeinde Casole d’Elsa in der Provinz Siena (Region Toskana) gestattet.

## Erzeugung
Für die verschiedenen Weintypen schreibt die Denomination folgende Rebsorten vor:
- Terre di Casole Rosso,  Terre di Casole Rosso „Riserva“: Mindestens 60–80 % Sangiovese.  20–40 % andere rote Rebsorten, die für den Anbau in der Region Toskana zugelassen sind, dürfen zugesetzt werden – außer Aleatico.
- Terre di Casole Bianco: Mindestens 50 % Chardonnay. Höchstens 50 % andere weiße Rebsorten, die für den Anbau in der Region Toskana zugelassen sind, dürfen zugesetzt werden – außer Moscato Bianco.
- Terre di Casole Sangiovese: Mindestens 85 % Sangiovese.  Höchstens 15 % andere rote Rebsorten, die für den Anbau in der Region Toskana zugelassen sind, dürfen zugesetzt werden – außer Aleatico.
- Terre di Casole Passito: Mindestens 50 % Chardonnay.  Höchstens 50 % andere weiße Rebsorten, die für den Anbau in der Region Toskana zugelassen sind, dürfen zugesetzt werden – außer Moscato Bianco.

Der Terre di Casole Bianco darf das Prädikat „Riserva“ tragen, wenn er mindestens fünf Monate im Holzfass gereift ist und mindestens drei Monate in der Flasche. Die Weine Terre di Casole Sangiovese „Riserva“ und Terre di Casole Rosso „Superiore“ müssen mindestens 12 Monate im Holzfass und sechs Monate in der Flasche reifen.